# The Texican
The Texican (conocida en español como Texas Kid en España y El tejano temerario en México y Argentina) es una película wéstern estadounidense de Techniscope de 1966 producida y escrita por John C. Champion y dirigida por Lesley Selander. Es una nueva versión en estilo paella western de su película Imperio del crimen de 1948 adaptada para el personaje de Audie Murphy que presentaba a Broderick Crawford como el villano. La película fue retitulada Ringo il Texano en Italia para coincidir con la popularidad de la serie de películas de spaghetti western iniciadas con Una pistola para Ringo.

## Argumento
La ciudad de Rimrock, Arizona, está dirigida por el caudillo Luke Starr (Broderick Crawford). Cuando uno de los secuaces de Starr desea escapar de Starr, se reúne con el editor del periódico del pueblo, Roy Carlin (Víctor Vilanova), para pedirle ayuda. Starr descubre la reunión y él y sus  secuaces les disparan a ambos, difundiendo la historia de que los dos se mataron entre sí en un tiroteo.
El hermano de Roy Carlin, Jess (Audie Murphy), es un ex sheriff de Texas que ahora vive semirretirado con su novia en México. Tiene un precio sobre su cabeza por crímenes no declarados cometidos en Estados Unidos, pero obtiene ingresos y vence el aburrimiento de su vida tranquila capturando criminales estadounidenses fugitivos y entregándolos a agentes de la ley estadounidenses que los devuelven al otro lado de la frontera.
Cuando Jess descubre la historia de su hermano, renuncia a la vida tranquila para llevar al asesino de su hermano ante la justicia, ya que sabe que Roy nunca portó un arma de fuego. En el camino, unos cazarrecompensas lo emboscan sin éxito y tiene que escapar sin su silla.
Al detenerse en un rancho que cree que está desocupado, deja dinero para una silla de montar pero es detenido a punta de pistola por la dueña del rancho, Sandy (Luz Márquez). Ella cambia de opinión sobre Jess después de descubrir que le ha dejado dinero como pago cuatro veces el valor de la silla.
Al llegar a Rimrock, Jess intenta, sin éxito, descubrir más sobre la muerte de su hermano. El nuevo editor del periódico le pide a Jess que se quede para eliminar a Luke Starr y su banda. Jess explica que en el pasado, cuando era sheriff en el mismo pueblo donde su hermano era editor de un periódico, limpiaron el pueblo pero descubrieron por las malas que los hombres que reemplazaron a aquellos de los que se deshicieron eran mucho peores.
Después de peleas a puñetazos y disparos, Jess finalmente puede establecer pruebas de la participación de Luke en el asesinato cuando encuentra un concho decorativo que la trabajadora del cuero Sandy puede identificar como uno que salió del cinturón de armas de Luke.

## Reparto
- Audie Murphy como Jess Carlin.
- Broderick Crawford como Luke Starr.
- Diana Lorys como Kit O'Neal.
- Luz Márquez como Sandy Adams.
- Antonio Casas como Frank Brady.
- Antonio Molino Rojo como Harv.
- Aldo Sambrell como Gil Rio.
- John Peral como Eb.
- Helga Genth como Sra. Maria Banta.
- George Rigaud como Mitch.
- Luis Induni como U.S. Marshal.
- Marta May como Elena.
- Víctor Vilanova como Roy Carlin.
- Gérard Tichy como Boyd Thompson.
- Emilio Rodríguez como Mitch
- Frank Braña como U.S. Marshal Vic.
- Carlos Hurtado como Tobe Banta.
- Víctor Israel como Wilkins.
- José Manuel Pinillos como Miguel.
- César Ojinaga como Bounty Hunter.
- Vicente Soler como Dr. Miller.
- Juan Torres como Bartender.
- Santiago Rivero como Horse Buyer.
- Manuel Quintana como Gunslinger.
- Carlos Miguel Solá como First Poker Player.
- Angel Lombardi como Second Poker Player.
- A. Malla como Mexican Boy.
- Oscar Del Campo como Singer and Guitar Player.

## Producción
Audie Murphy fue una de las muchas estrellas que rechazaron Por un puñado de dólares de Sergio Leone porque reconoció que el guion era una copia no acreditada de Yojimbo de Akira Kurosawa. Como los wésterns no sólo tenían demanda sino que su producción era barata en Europa, el equipo de filmación viajó a España en septiembre de 1965 para rodar la película. Murphy recordó que tuvo que realizar sus propias escenas de acción y «tuvo que hacer todo yo mismo excepto preparar mi propio almuerzo».
Murphy, tercer socio de la productora MCR (Murphy, Champion & SelandeR), tuvo gran influencia en la realización de la película. El equipo iba a haber hecho otra película en España, Maverick Guns con Cesar Romero y Gary Crosby pero nunca se hizo.
El productor y escritor John C. Champion, cuya primera película fue Imperio del crimen, había realizado varios westerns en Estados Unidos y la serie wéstern Laramie. Después de su aventura española, se mudó a Inglaterra y fundó Oakmont Productions para filmar películas de guerra para Mirisch Productions. Lesley Selander terminó su carrera dirigiendo westerns para A. C. Lyles.